# フジサンケイグループ
フジサンケイグループ（英語: Fujisankei Communications Group、略称：FCG）は、日本のメディア・コングロマリット。78社、4法人、3美術館で構成され、グループ全体での従業員数は約13,000名で、公式サイトでは「日本最大級」を標榜している。
グループ企業の大部分が認定放送持株会社であるフジ・メディア・ホールディングス（FMH）の子会社または関連会社となっており、一部を除くグループ各企業は、グループの統一社章・シンボルマークとして「目ん玉マーク」を使用している。
かつてフジサンケイグループには、最高経営責任者に相当する「議長」職が存在し、経営上の意思決定を伴う企業集団であった。1992年7月のフジサンケイグループ会議廃止以降は、イベントの共催、役職員間の交流、芸術・文化活動などの社会貢献事業を協力して取り組む、緩やかな企業共同体となっている。フジサンケイグループに関する規約や規定は存在せず、三井、住友、三菱などの旧財閥系グループと同様にグループとしての経営上の意思決定は行っておらず、したがって「グループ代表」も経営上の権能を一切有さない名誉職に過ぎない。

## 概要

### 前史
1951年、聖パウロ修道会らの主導で財団法人日本文化放送協会が創立され、翌年開局したが、イタリア人司祭のパウロ・マルセリーノ（帰化後は丸瀬利能）の独善的運営や共産党員主導の労働争議激化により、早々に経営危機に陥る。1956年、左翼によるメディア支配を恐れた財界の主導により、財団を解散、改組し「株式会社文化放送」が設立され、国策パルプ工業社長の水野成夫が初代社長に就任した。
1954年、財界主導により「株式会社ニッポン放送」が設立され、日経連初代専務理事の鹿内信隆が代表取締役専務として実務を担った。
1957年、ニッポン放送と文化放送が主体となり、東宝、松竹、大映が出資して「株式会社富士テレビジョン」（翌1958年に商号を「株式会社フジテレビジョン」に変更、現：フジ・メディア・ホールディングス）が設立され、ニッポン放送社長の植村甲午郎が会長、文化放送社長の水野成夫が社長、ニッポン放送専務の鹿内信隆が専務に就任、ニッポン放送同様、信隆が実務を担った。
1958年、水野成夫が経営危機に陥っていた産経新聞社の社長に就任し、これにより、フジテレビ、ニッポン放送、文化放送、産経新聞社の4社による連携体制がスタートした。

### フジサンケイグループ発足
1967年12月、フジテレビ、サンケイ新聞社、ニッポン放送、文化放送が中心となり「フジサンケイグループ」を結成した。翌1968年、水野成夫が脳溢血で倒れ、サンケイ新聞社の会長職を辞任する。後任としてフジテレビ、ニッポン放送の社長を兼任する鹿内信隆がサンケイ新聞社とサンケイビル両者の社長に就任し、グループの実権を掌握した。また各社の総務、人事、財務、経理等コーポレート機能を統括するフジサンケイグループ会議を創設し議長（最高経営責任者に相当）に就任、経済合理性に基づくグループ経営を強力に推進した。

### リビング作戦
1970年10月、フジテレビが実験的な生活情報番組「東京ホームジョッキー」を開始する。ニッポン放送出身の高崎一郎が司会者の番組は大ヒット。世界初のテレビショッピングや武道館での大バーゲンイベントなど、番組発の人気企画が多数誕生する。同じ頃の1971年6月、サンケイ新聞社広告局がフリーペーパー「フジサンケイリビングニュース」（現・サンケイリビング新聞）を創刊し、中央線沿線で初配布された。東京ホームジョッキーのヒットを見た鹿内信隆は、テレビ番組とフリーペーパー事業との連動を構想し、東京ホームジョッキーの番組名を「リビング4」、フジサンケイリビングニュースの題字を「フジサンケイリビング4」にそれぞれ変更した。番組発企画を紙面上で取り上げるなどの連動を行った。さらに1972年1月には、本格テレビショッピング番組「リビング11」（フジテレビ平日午前テレビショッピング枠）を開始する。また放送開始直前の1971年12月には番組内の通販企画に付随する調査、選定、検査、発送などの業務を担う専門会社として「株式会社ディノス」（現：株式会社dinos）が設立された。世界でも例を見ない新聞・テレビの共同事業は、フリーペーパー、テレビショッピング、通信販売会社という3つを生み出した。一連の事業展開を「リビング作戦」という。

### 楽しくなければテレビじゃない!
1985年6月、信隆の長男・鹿内春雄がフジサンケイグループ会議議長と、フジテレビ、産経新聞社、ニッポン放送の代表取締役会長に就任。あわせてシンボルマーク「目ん玉マーク」を制定した。春雄は日枝久編成局長（当時）との二人三脚により、フジテレビの黄金時代を築き上げた。大規模なメディア・ミックス展開により、さまざまな映画やイベントを成功に導いた。これに続き、産経新聞社の経営基盤強化に着手する。その骨子となる産経新聞のカラー化を目前にした1988年4月16日、春雄は急性肝不全により急逝する。享年42歳。
春雄がプロデュースした『南極物語』（1983年公開）、『ビルマの竪琴』（1985年公開）、『子猫物語』（日本1986年公開、北米1989年公開）などの映画、大規模イベント『夢工場'87』は、いずれも大成功を収めた。映画3作品は日本映画歴代配給記録の上位三位を独占した。『子猫物語』は、全米の累計興行収入が約1,329万ドルを記録し、『ゴジラ-1.0』（日本2023年11月3日公開、北米2023年12月1日）の約1,436万ドルに抜かれるまで、34年間にわたり邦画実写作品の全米興収記録第一位の座にあった。『コミュニケーションカーニバル 夢工場'87』（1987年7月18日～8月30日）は、東京・大阪の東西同時開催で、予算規模も150億円と民間イベントとして空前の規模。フジサンケイグループの総力を挙げたメディア・ミックス展開により、来場者数は570万人を記録、異例の20億円の黒字を達成した。こうした春雄のレガシーは、今日のフジテレビにおける映画事業、イベント事業に息づいている。

### レーガン元大統領夫妻の招待と鹿内宏明の解任
長男・春雄を失った信隆夫妻は、次女・厚子の娘婿で、日本興業銀行に勤務していた佐藤宏明（改姓により「鹿内宏明」）と養子縁組を結んだ。信隆は鹿内家による世襲体制の維持を目的として、一時的に議長として復帰し、後継者の宏明を議長代行に据えた。1989年10月、フジサンケイグループと日本政府は共同で、退任から数か月のロナルド・レーガン元大統領とナンシー・レーガン夫人を日本旅行へ招待した。同年12月、宏明が3代目議長に就任し、あわせてフジテレビ、産経新聞社、ニッポン放送の代表取締役会長に就任した。1990年10月28日、信隆は死去した。それから2年後、フジテレビ社長（当時）の日枝久らがガバナンスの健全化を目的に行動を起こす。1992年7月21日開催の産経新聞社取締役会において、宏明は会長職から解任された。翌22日、宏明は自らフジサンケイグループ会議議長、フジテレビとニッポン放送の会長職を辞任する。フジサンケイグループ会議及び議長職は廃止され、サンケイビル会長の小林吉彦がフジサンケイグループ代表に就任した。基幹各社の経営責任については、各社社長に委ねる「ゆるやかな企業共同体」へと移行した。
以降も鹿内家は、ニッポン放送の筆頭株主として存在感を誇示していたが、同社の株式公開を機に持株比率は低下する。2005年1月、宏明夫妻は保有していた250万株超のニッポン放送株式を大和証券エスエムビーシーに売却した。これにより鹿内家とグループの関係は一切なくなった。

### フジサンケイグループのストラクチャー再編
2005年1月17日、フジテレビはフジサンケイグループの再編を目的として、同社の発行済株式総数の22.51%を保有する筆頭株主であるニッポン放送への株式公開買付け（TOB）を発表した（証券取引法に基づく公開買付届出書の提出は翌1月18日付）。その最中、堀江貴文率いるライブドア（現・LDH）およびライブドア・パートナーズ（LFホールディングスを経てフジテレビに吸収合併し消滅）が、ToSTNeT-1を使った市場内時間外取引を通じて、ニッポン放送の株式を約700億円で大量取得した。ライブドアは、2月8日の記者会見にてライブドア本体の保有分と合わせて約34.99%を確保、同社の筆頭株主となった旨を発表した。
これを受けたフジテレビはニッポン放送の子会社化を事実上断念、TOB取得目標を既保有分と合わせて「25%以上」に引き下げ、取得期間を2月21日から3月2日に延長した（再度3月7日に延長）。ニッポン放送はフジテレビへの新株予約権を発行、ライブドア側は東京地方裁判所へ発行差し止め仮処分を申請。東京地裁は発行差し止め仮処分を決定。ニッポン放送側は即日東京高裁に保全抗告するも認められず。最高裁への特別抗告を行わず、司法判断が確定した。
3月24日、北尾吉孝率いるソフトバンク・インベストメント（SBI、現：SBIホールディングス）がホワイトナイトとして登場。SBIがニッポン放送の保有するフジテレビ株式13.88%を株式消費貸借（2010年4月1日までの5年間）により借り受けた。
4月18日、フジテレビ、ライブドア、ニッポン放送の三者が和解を発表。フジテレビがライブドア子会社のライブドアパートナーズ（同日「株式会社LFホールディングス」に商号変更）の全株式を取得。フジテレビはライブドアの第三者割当増資を引受、堀江貴文に次ぐ第2位株主となった。
5月23日、ニッポン放送がフジテレビの子会社となり、事業持株会社であるフジテレビを頂点とするストラクチャーに再編された。9月1日、フジテレビは株式交換によりニッポン放送を完全子会社化。翌年4月1日、旧ニッポン放送は商号を「株式会社ニッポン放送ホールディングス」に変更し、フジテレビに吸収合併され消滅。同日、旧ニッポン放送の新設分割により「株式会社ニッポン放送」を設立し、中波ラジオ事業を継承した。
2008年10月1日、株式会社フジテレビジョンは商号を「株式会社フジ・メディア・ホールディングス」に変更し、日本初の認定放送持株会社に移行した。新設分割により「株式会社フジテレビジョン」を設立し、現業部門とテレビジョン放送免許を承継した。
2012年3月8日、株式公開買付けにより、フジ・メディア・ホールディングスがサンケイビルを連結子会社化した。同年8月2日付で完全子会社化となった。
2018年3月29日、フジ・メディア・ホールディングスが保有するサンケイリビング新聞社の株式80%をRIZAPグループに売却した。同日付で「リビング新聞グループ」は廃止された。

## 主なグループ企業
1988年6月7日、フジサンケイグループ（FCG）はグループ97社を「フジテレビグループ」「産経新聞グループ」「ニッポン放送グループ」「サンケイビルグループ」「議長直轄グループ」の5つの基幹グループに分け、議長直轄を除く4グループの基幹社長に従来議長が有していた各グループについての一切の責任と権限を委譲した。基幹4社の社長と役員人事については引き続き議長の専権事項としたが、担当業務やグループ会社人事については、それぞれの基幹社長が指名するものとした。1990年5月には「ニッポン放送グループ」から分離独立する形で「ポニーキャニオングループ」「リビンググループ」が新設。その後、議長直轄グループは「公益法人グループ」などに再編された。
2008年10月1日、FCGの事業持株会社となっていたフジテレビジョンが認定放送持株会社に移行し、商号を「株式会社フジ・メディア・ホールディングス」に変更した。以降、経営管理上はFMHの事業セグメント（事業内容に基づく区分であり、従来のFCGにおける区分とは異なる）が用いられるようになり、従前のFCGにおける区分は形式的なものとなった。

### フジ・メディア・ホールディングス

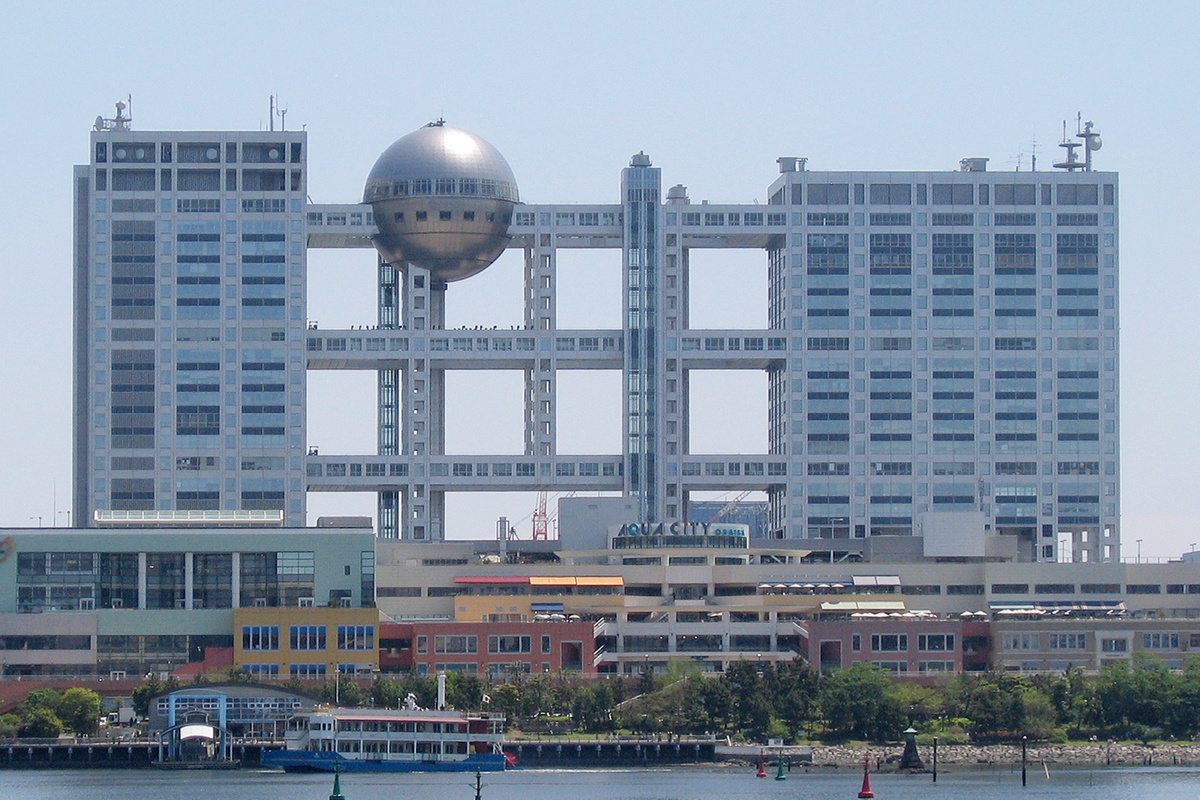
フジ・メディア・ホールディングス、フジテレビジョン等が入居するFCGビル

株式会社フジ・メディア・ホールディングスは、FCGを統括する認定放送持株会社。「メディア・コンテンツ事業」「都市開発・観光事業」「その他事業」の3つの事業セグメントで構成されている。子会社・関連会社の大半はFCGに属しているが、仙台放送などの一部企業はFCGに属していない。

以下、FMHの主要子会社を「太字」、FMH内の事業セグメント区分を「カッコ内」、FCGに属さない子会社・関連会社を「※」と表記する。

### フジテレビグループ
フジテレビジョンを中心に、放送、映像制作、出版、音楽出版、広告、IT、飲食サービスなどを展開する企業で構成。
- 株式会社フジテレビジョン（メディア・コンテンツ事業）
  - 合同会社フジ・コンシューマ・プロダクツ - 2024年10月1日付で設立
- 株式会社ビーエスフジ（メディア・コンテンツ事業）
- 株式会社共同テレビジョン（メディア・コンテンツ事業）
  - 株式会社バンエイト - FMHと共同テレビの合弁
  - 株式会社共同エディット - 共同テレビ子会社
  - 株式会社ベイシス - 共同テレビ子会社
  - 株式会社バスク - 共同テレビ子会社
  - ※株式会社フォニックス - 共同テレビ子会社、セント・フォースとの合弁
- 株式会社フジクリエイティブコーポレーション（メディア・コンテンツ事業）
- 株式会社NEXTEP（メディア・コンテンツ事業）
- 株式会社フジアール（メディア・コンテンツ事業）
- 株式会社フジ・メディア・テクノロジー（メディア・コンテンツ事業） - 2023年10月1日付で東京フイルム・メートを吸収合併
- 放映サービス株式会社（メディア・コンテンツ事業）
- 株式会社dinos（メディア・コンテンツ事業）
  - 株式会社ディノスコールセンター- dinos子会社
  - イミニ免疫薬粧株式会社 - dinos子会社
  - 株式会社KOMAINU - dinos子会社
- 富士亜哲多媒体股份有限公司 - FMHと亞哲國際開發股份有限公司の合弁事業
- 株式会社クオラス（メディア・コンテンツ事業）
- 株式会社フジミック（その他事業）
  - 株式会社Fuji Culture X - フジミック子会社。旧商号は「フジゲームス」
  - 株式会社ピクシス・テクノロジーズ - フジミック子会社。2024年4月1日付でフジミック新潟がフジミック埼玉を吸収合併し商号変更
  - ※株式会社フィンズ - フジミック子会社
  - ※株式会社フジシステムズ - フジミック子会社
  - ※株式会社メディアネットワーク - フジミック関連会社
- 株式会社扶桑社（メディア・コンテンツ事業）
  - ※株式会社育鵬社 - 扶桑社子会社、教科書出版事業を展開
- 株式会社フジパシフィックミュージック（メディア・コンテンツ事業）
  - 株式会社第一音響 - FPM子会社
- Fuji Music Group, Inc.（メディア・コンテンツ事業） - FMHとFPMの合弁
- 株式会社フジランド（その他事業） - FMHの関連会社
  - 株式会社フジプラス - フジランド子会社
- 株式会社フジキャリアデザイン（その他事業）
  - 株式会社フジスマートワーク
- 株式会社エフシージー総合研究所（その他事業）
- 株式会社サテライト・サービス（メディア・コンテンツ事業）
- Fujisankei Communications International, Inc.（その他事業）

### 産経新聞グループ

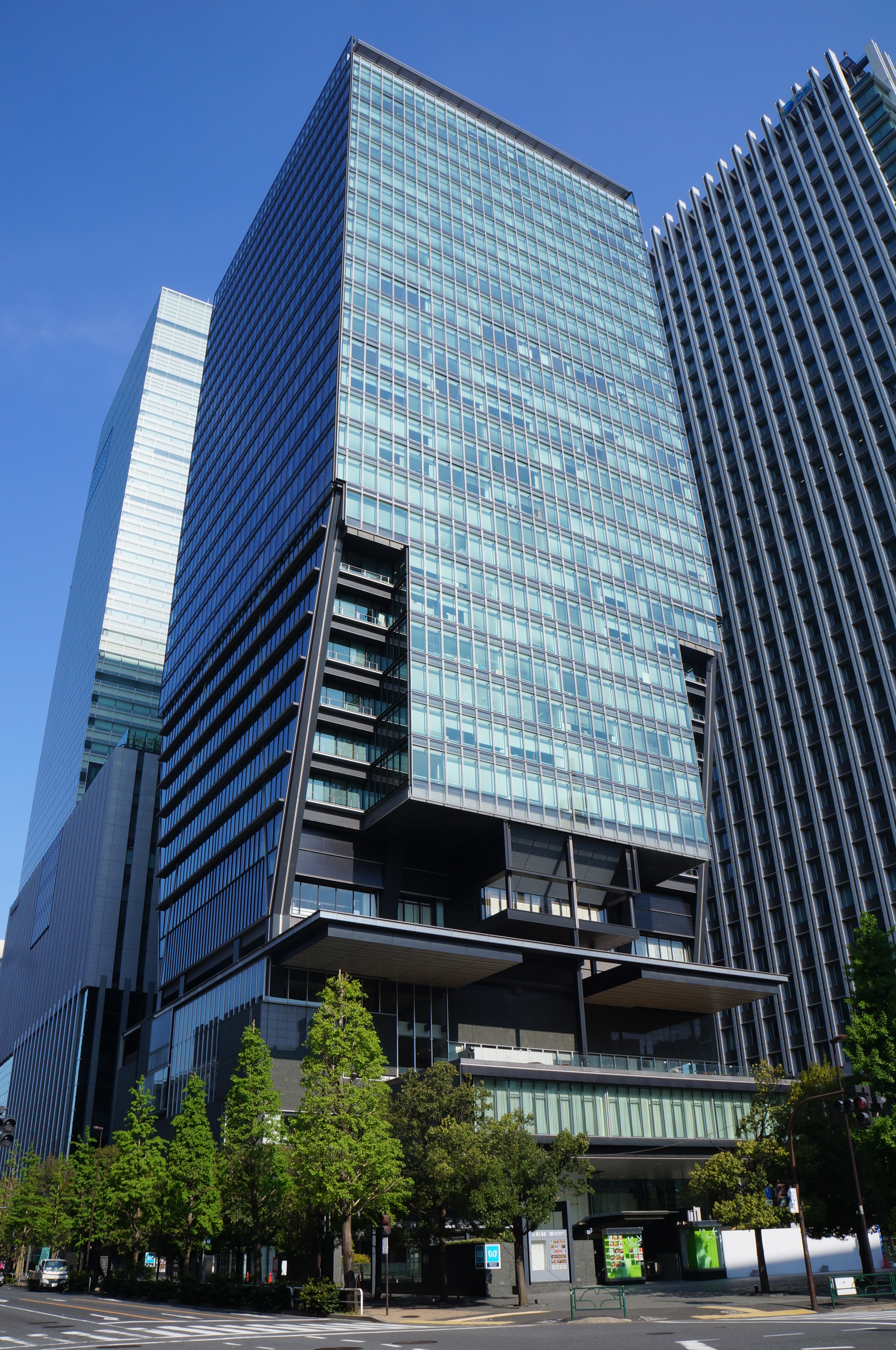
産業経済新聞社等が入居する東京サンケイビル

産業経済新聞社（産経新聞社）を中心に、その子会社・関連会社などにより構成される。産経新聞社はフジ・メディア・ホールディングスのメディア・コンテンツ事業に属する持分法適用関連会社（間接保有を含めた出資比率は45.4%）。
- 株式会社産業経済新聞社[19]（メディア・コンテンツ事業） - FMHの関連会社
  - 株式会社日本工業新聞社
  - 株式会社産経デジタル
  - 株式会社産經編集センター
  - 株式会社産経新聞出版
    - 株式会社潮書房光人新社

  - 株式会社産経リサーチ&データ
  - 株式会社産経広告社
  - 株式会社産經アドス
  - 株式会社サンケイアイ
  - 産経新聞開発株式会社（東京）
  - 産経新聞開発株式会社（大阪）
  - 株式会社かんそく - 関西地区における新聞即売事業
  - ※産経新聞東京販売株式会社
  - ※産経新聞大阪販売株式会社
  - 株式会社産経新聞制作
  - 株式会社産経新聞印刷
  - ※サンケイ総合印刷株式会社[注 3]
  - 株式会社産經システム開発 - フジミックとの合弁会社
  - 株式会社ラジオ大阪 - 2021年10月よりDONUTSが筆頭株主となっている。

### ニッポン放送グループ

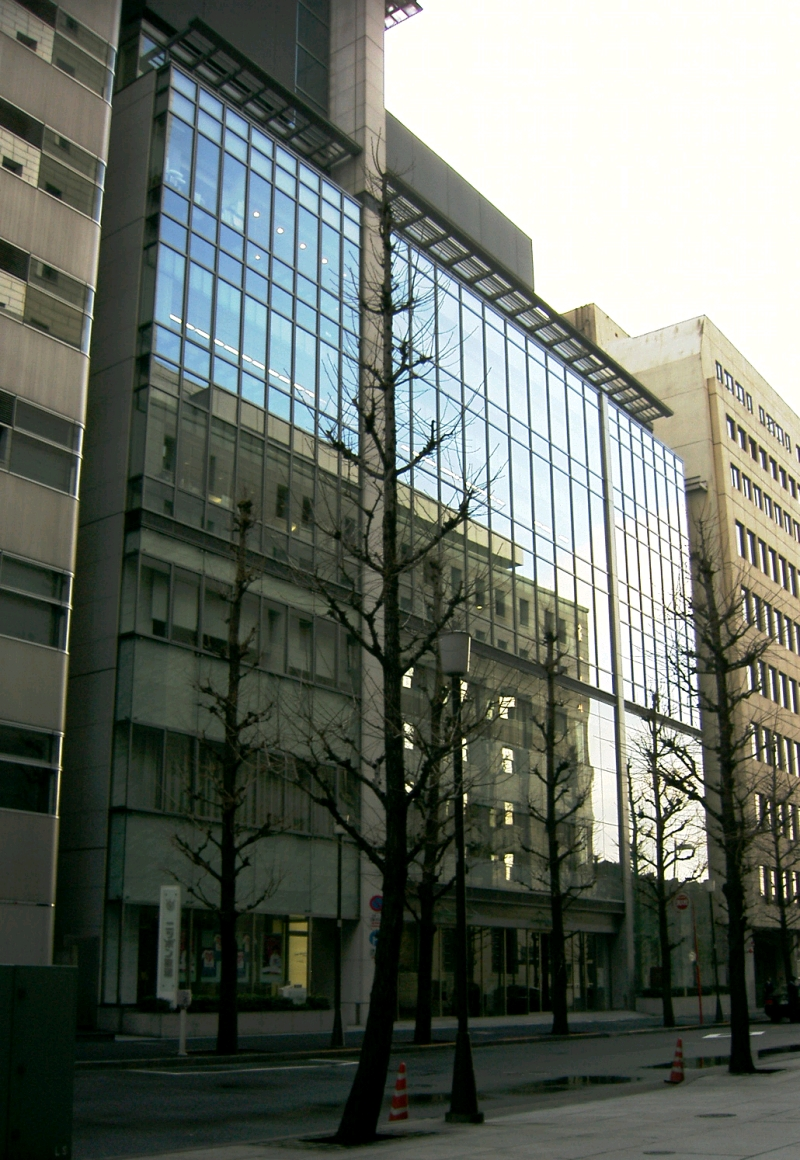
ニッポン放送が入居する糖業会館・ニッポン放送ビル

ニッポン放送とその子会社・関連会社により構成される。現在のニッポン放送は、2006年4月1日付で設立された2代目法人。
- 株式会社ニッポン放送（メディア・コンテンツ事業）
  - 株式会社ニッポン放送プロジェクト（その他事業）
  - 株式会社フジサンケイエージェンシー（その他事業）
  - 株式会社ミックスゾーン（メディア・コンテンツ事業）
  - 株式会社グレイプ（メディア・コンテンツ事業）

### サンケイビルグループ
サンケイビルを中心に、基幹事業であるビル事業、ルフォンブランドを展開する住宅事業をはじめ、シニア事業、ホテルリゾート事業を中心に、飲食事業・建築内装事業・ビルメンテナンス事業を幅広く展開する。フジ・メディア・ホールディングスの「都市開発・観光事業」を担っている。
- 株式会社サンケイビル（都市開発・観光事業）
  - 株式会社サンケイ会館
  - 株式会社サンケイビルテクノ
  - 株式会社サンケイビルマネジメント
    - 株式会社サンケイビルメンテナンスサービス
    - 伸和サービス株式会社
    - ※VISAHO JOINT STOCK COMPANY Co.,Ltd. - 関連会社

  - 株式会社ブリーゼアーツ
  - 株式会社サンケイビルウェルケア
  - 株式会社グランビスタホテル&リゾート
  - 株式会社サンケイビル・アセットマネジメント
    - ※サンケイリアルエステート投資法人 - J-REIT（公募リート）

### ポニーキャニオングループ

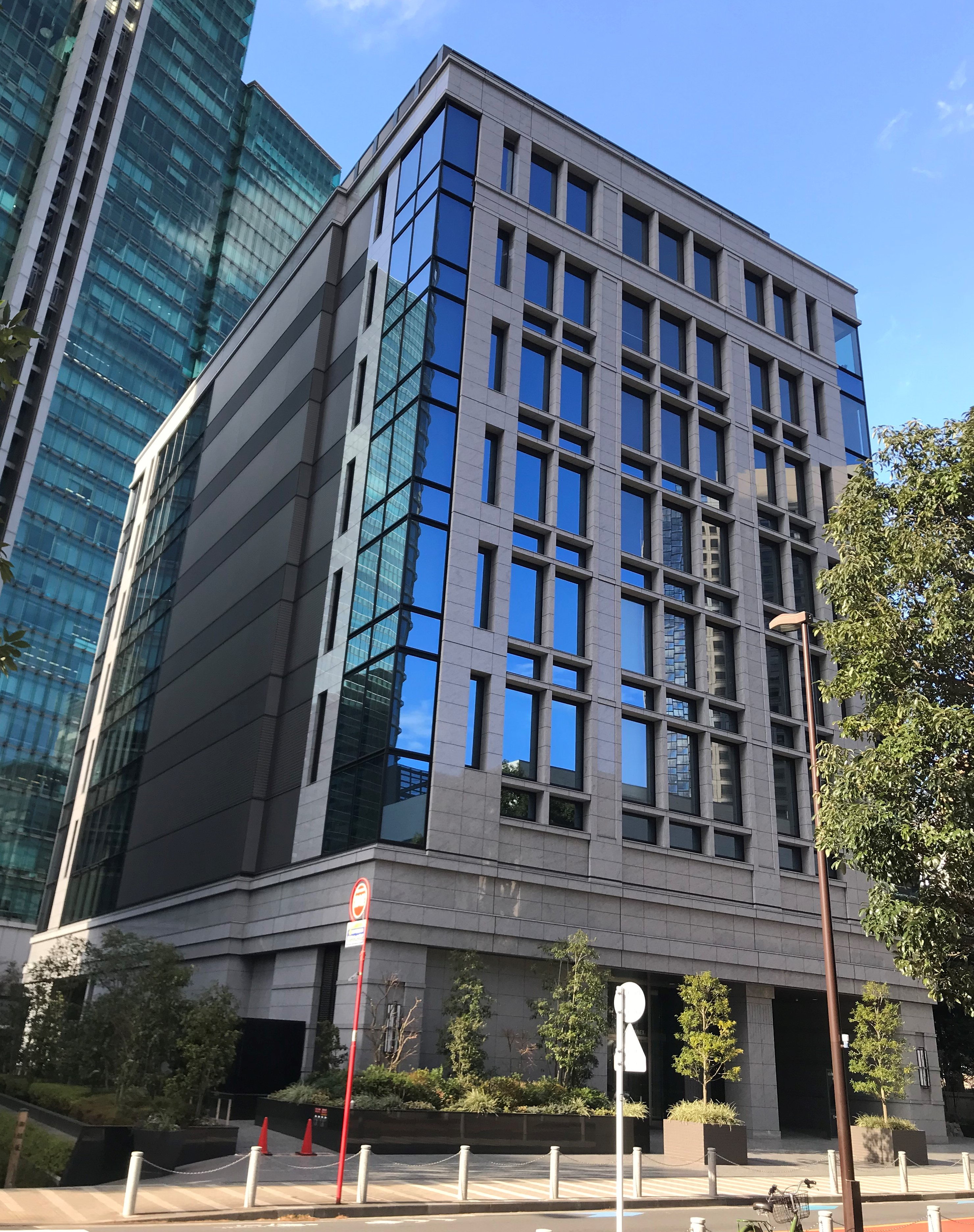
ポニーキャニオンが本社を置く泉ガーデンANNEX

ポニーキャニオンを中心に、その子会社・関連会社により構成される。
- 株式会社ポニーキャニオン（メディア・コンテンツ事業）
  - 株式会社ポニーキャニオン音楽出版
  - PONYCANYON USA INC.
  - 株式会社EMP
  - 株式会社PCI MUSIC
  - 株式会社Styrism
  - 株式会社ドリームスタジオ - メディア・コンテンツ事業
  - 波麗佳音娛樂股份有限公司 - FMHとの合弁
  - ※メモリーテック・ホールディングス株式会社 - ポニーキャニオンが25.2%出資する関連会社

### 文化放送グループ

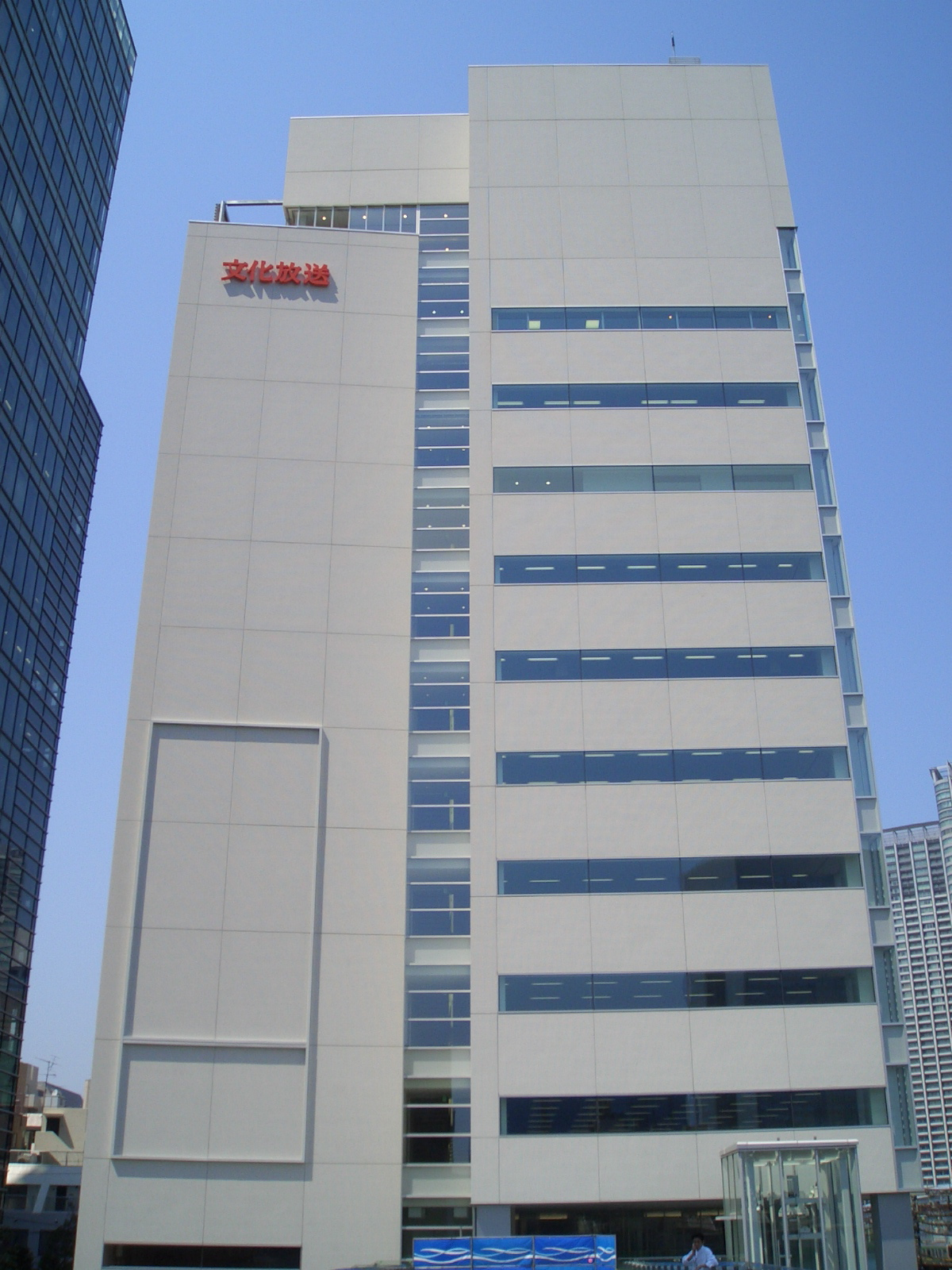
文化放送が入居する文化放送メディアプラス

文化放送と子会社のみで構成され、関連会社についてはFCGに属していない。文化放送はフジ・メディア・ホールディングス株式の3.33%を有する大株主。
- 株式会社文化放送
  - 株式会社セントラルミュージック
  - 株式会社文化放送開発センター
  - 株式会社文化放送メディアブリッジ

### 公益法人グループ
3の財団法人、1の社会福祉法人、並びにこれに関連する1の株式会社で構成する。
- 公益財団法人彫刻の森芸術文化財団
  - 箱根 彫刻の森美術館
  - 美ヶ原高原美術館
- 公益財団法人日本美術協会
  - 上野の森美術館
- 社会福祉法人産経新聞厚生文化事業団
- 一般財団法人サンケイスポーツセンター
- 株式会社サンケイスポーツランド

## 歴代のグループ議長・代表
| 在任期間               | 氏名       | 主な役職 | 出身母体                                 |
| ---------------------- | ---------- | --- | ---------------------------------------- |
| 1968年1月 - 1986年6月  | 鹿内信隆   | （株）フジテレビジョン 代表取締役専務・社長・会長 （株）ニッポン放送 代表取締役専務・社長・会長 （株）産業経済新聞社 代表取締役社長・会長 （株）サンケイビル 代表取締役社長・会長             | 日経連                                   |
| 1986年6月 - 1988年4月  | 鹿内春雄   | （株）フジテレビジョン 代表取締役副社長・会長 （株）産業経済新聞社 代表取締役会長 （株）ニッポン放送 代表取締役副社長・会長 （株）扶桑社 代表取締役社長                                       | ニッポン放送                             |
| 1988年4月 - 1989年12月 | 鹿内信隆   | （株）フジテレビジョン 代表取締役会長 （株）産業経済新聞社 代表取締役会長 （株）ニッポン放送 代表取締役会長                                                                                   | 日経連                                   |
| 1989年12月 - 1992年7月 | 鹿内宏明   | （株）フジサンケイグループ本社 代表取締役会長兼社長 （株）フジテレビジョン 代表取締役会長代行・会長 （株）産業経済新聞社 代表取締役会長代行・会長 （株）ニッポン放送 代表取締役会長代行・会長 | 日本興業銀行                             |
| 1992年7月 - 1997年7月  | 小林吉彦   | （株）サンケイビル 代表取締役社長・会長 （株）フジサンケイグループ本社 代表取締役社長 （株）ニッポン放送 代表取締役会長                                                                       | 三井精機工業 栃木労働基準局 ニッポン放送 |
| 1997年7月 - 2003年7月  | 羽佐間重彰 | （株）フジテレビジョン 代表取締役社長 （株）ニッポン放送 代表取締役社長 （株）ポニーキャニオン 代表取締役会長 （株）産業経済新聞社 代表取締役社長・会長                                       | 大映 ニッポン放送                        |
| 2003年7月 - 2025年3月  | 日枝久     | （株）フジテレビジョン 代表取締役社長・会長兼CEO （株）フジ・メディア・ホールディングス 代表取締役会長兼CEO                                                                                   | フジテレビジョン                         |

## 健康保険組合
フジサンケイグループの健康保険組合は、放送系企業の加入する「中央ラジオ・テレビ健康保険組合」（フジ・メディア・ホールディングス、フジテレビグループ、ニッポン放送グループ、ポニーキャニオングループ、文化放送グループ各社とFCG以外のFMHグループ各社と株式会社TOKYO TOWERで構成）と、活字系事業の加入する「産経健康保険組合」（産経新聞グループ、サンケイビルグループの各企業で構成）の2つがある。関西テレビ放送はかつて、産経健康保険組合に加入していた。

## 文化放送とフジサンケイグループの関係
1957年11月18日、ニッポン放送と文化放送の2社を中心に、映画3社（東宝、松竹、大映）の出資により「株式会社富士テレビジョン」（1958年12月1日に商号を「株式会社フジテレビジョン」に変更、現：フジ・メディア・ホールディングス）が設立された。出資比率の約8割を占めたニッポン放送、文化放送のラジオ2社は、建前上対等とされた。会長にはニッポン放送社長で経団連副会長の植村甲午郎、社長には文化放送社長の水野成夫、実務を担う代表取締役専務にはニッポン放送代表取締役専務の鹿内信隆が就任した。設立直後、水野成夫が産経新聞社の社長に就任することになり、これによりフジテレビ、産経新聞社、ニッポン放送、文化放送の連携体制がスタートする。開局から5年後の1964年、鹿内はフジテレビの社長に就任した。
1968年4月、水野が脳溢血で倒れ、再起不能となった。フジテレビ、ニッポン放送の社長である鹿内がサンケイ新聞社の経営を引き継ぎ、3社の社長を兼務した。一方、文化放送の新社長には、鹿内の早稲田時代の学友で、フジテレビに設立時より出向していた友田信が就任した。フジテレビの支配権確立を目指していた鹿内は、管理職にニッポン放送出身者を優先的に登用していった。こうした状況に危機感を覚えた友田は、文化放送として代表取締役の地位を要求し、自ら就任した。
友田が社長を務める文化放送では、同社の支配権確立を画策する旺文社の赤尾好夫が秘密裏に株式取得を進めていた。旺文社は筆頭株主の地位を確保していたが、過半数に達していなかった。これに着目した鹿内は、東急や野村證券などの持つ文化放送株を「フジサンケイグループの連携強化」という名目で秘密裏に取りまとめ、20%近くを赤尾に提供した。一連の結果、赤尾・旺文社は文化放送株式の過半数超を獲得し、友田はフジテレビジョン代表取締役、文化放送社長からの退任を余儀なくされた。
友田失脚後、鹿内はフジテレビの増資を実施し、ニッポン放送の議決権保有比率は51%となり、同社の連結子会社となった。一方、文化放送はフジテレビの経営執行から次第に遠のき、株主としての地位は残るものの、フジサンケイグループに形式的に属しているだけの存在となった。2025年6月25日に開催された株式会社フジ・メディア・ホールディングス第84回定時株主総会終結の時まで、文化放送はフジ・メディア・ホールディングス（旧：フジテレビジョン）及びフジテレビジョン（2代目）に非常勤取締役を1名派遣していた。

## 表彰関係
- 高松宮殿下記念世界文化賞
- 産経児童出版文化賞
- フジサンケイグループ広告大賞
- 土光杯全日本学生弁論大会
- 正論大賞
- 産経国際書展
- 独創性を拓く先端技術大賞
- 地球環境大賞
- 国民の自衛官
- 赤ひげ大賞

## スポーツ・イベント関係
- コミュニケーションカーニバル 夢工場'87
- フジサンケイクラシック
- フジサンケイレディスクラシック
- 全日本バレーボール高等学校選手権大会
- リトルリーグ
- リトルシニア

※三井物産とともに少年硬式野球の普及に努めている
- 東京ヤクルトスワローズ

1962年8月（当時は「国鉄スワローズ」）より、フジサンケイグループが資金援助を行い、1965年5月から1968年は「サンケイスワローズ（1965年のみ）→サンケイアトムズ（1966年 - 1968年）」として筆頭スポンサー。その後ヤクルト本社に経営権を譲渡するも、「アトムズ（1969年のみ）→ヤクルトアトムズ（1970年 - 1973年）→ヤクルトスワローズ（1974年 - 2005年）→東京ヤクルトスワローズ（2006年 - 現在）」の経営を側面支援している。

### フジサンケイグループとプロ野球
1963年、産経新聞社およびフジテレビは国鉄スワローズに出資し、国鉄本社に代わって事実上経営の肩代わりを行った。両社に文化放送・ニッポン放送を加えた4社は明治神宮及び学生野球関係者に働きかけ、神宮第二球場の整備を行う見返りに、神宮球場の国鉄球団による使用を認めさせることで、1964年に国鉄スワローズの本拠地が読売ジャイアンツとの併用の関係で日本テレビが中継権を独占する後楽園球場から神宮球場に移り、フジテレビによる試合中継が本格的に可能となった。
1965年5月10日に産経新聞社が国鉄球団を正式に買収し、シーズン途中から球団の名称をサンケイスワローズに変更し、フジサンケイグループによるプロ野球球団が誕生した。翌1966年に当時産経新聞で連載し、かつフジテレビでテレビアニメを放送していた漫画「鉄腕アトム」に倣って、サンケイアトムズに改称した。しかし、肝心の成績が低迷し球団経営も悪化。水野成夫の後を受けた鹿内信隆はグループ事業の見直しを推進し、1969年に水野と旧知の関係にあった南喜一が経営するヤクルト本社に球団を事実上譲渡し、球団名も名目上、産経新聞社とヤクルトの共同経営とした1969年に限り暫定的にニックネームの「アトムズ」だけで1年通したが（ユニフォームのホーム用袖ロゴとビジター用胸ロゴは先行して『Yakult』標記に変更）、その後ヤクルトアトムズ（グッズ製作に絡む鉄腕アトムの著作権問題と虫プロダクションの経営危機の影響で、1974年に「ヤクルトスワローズ」に改称し、2006年に「東京ヤクルトスワローズ」に再改称）に変わった。但し、以降もフジテレビ・ニッポン放送・文化放送との優先中継権は残り、関係は継続された。1998年、フジテレビがヤクルト球団の株式の約20%を第三者割当により取得し、業務提携を行った。
国土計画（コクド）の堤義明は、横浜スタジアムの建設および大洋ホエールズ（後に横浜大洋ホエールズ→横浜ベイスターズ→現・横浜DeNAベイスターズ）の横浜移転に絡んだことで、大洋球団の第三者割当に応じて株式の約45%を取得したが、1978年にコクドが福岡のクラウンライターライオンズを買収し、西武ライオンズを発足させた。野球協約では同一企業、あるいはその関連会社が複数の球団を経営する事を禁じており、コクドは大洋球団株を放出せざるを得なくなり、ニッポン放送が約30%、東京放送（TBS、現・TBSホールディングス）が約15%をそれぞれ引き受ける事になった。
大洋は1960年以来東京放送（TBS）と深い関係にあったが、1975年にテレビの優先中継権は日本教育テレビ（現・テレビ朝日）に移り、東京放送・フジテレビは日本教育テレビ→テレビ朝日から放送権を購入する形となり、元々対巨人戦を中心に散発的だった日本テレビは大洋主催試合の中継から撤退した。さらに1978年ラジオの巨人主催試合の中継権に絡む読売新聞社・ラジオ日本と在京3局との係争関係で、TBSラジオが抜け駆けして読売陣営に鞍替えしたため、報復処置として、ニッポン放送（文化放送及びNRNを含む）が大洋のラジオ独占中継権を獲得した1979年以降、大洋とニッポン放送、翌1980年からはその関連会社であるフジテレビとの関係が深まった。ただし、東京放送も大洋球団株を保有した関係上、TBSテレビは大洋主催試合の放送権保有と水・日曜日の優先的中継を継続した。その一方で1975年からテレビでの優先中継権を持っていたテレビ朝日は、1979年以降段階的に中継を縮小・撤退した（日本野球機構主催で開催されるオールスターゲームを除く）。
こうして、フジテレビがヤクルト球団に20%、ニッポン放送が大洋球団から名称変更した横浜ベイスターズに30.77%、それぞれ出資していた。
2001年シーズンオフ、横浜球団の株式53.85%（70万株）を保有していたオーナー企業のマルハ（現・マルハニチロ、旧・大洋漁業）が、球団の株式をニッポン放送へ譲渡する事となり一度は合意したが、コクド（西武球団）の事例と同様、巨人の渡邉恒雄オーナーが野球協約違反として異議を唱えた。代わって、球団の第3位株主であったTBSが47万株、TBSの持分法適用関連会社のBS-i（現・BS-TBS）が23万株（17.69%）を引き受けることとなった。この結果、TBSが従来から保有していた20万株（15.38%）を合わせて51.54%の筆頭株主（TBSグループとして69.23%）となり、オーナー企業となった。この時、横浜主催試合のラジオでのニッポン放送・文化放送複占が解消され、1999年にTBSラジオに、1995年にRFラジオ日本に条件付きで開放されていた両局の放送権が全面回復した。
2006年4月には、フジテレビがニッポン放送の資産を吸収することで、フジテレビがヤクルト球団と横浜球団の株式を保有し（横浜はニッポン放送名義）、野球協約に完全に抵触することになった。2011年12月2日にTBSホールディングスは球団持株の49.69%を、BS-TBSは球団持株の全株をそれぞれディー・エヌ・エー（DeNA）に譲渡して横浜DeNAベイスターズが誕生したが、ニッポン放送は依然として同球団の第2位株主となっていた。しかし、2013年3月期のDeNAの有価証券報告書によると同社の球団保有株は97.7%となっているため、この時点までにFMHは保有株式をすべてDeNAに譲渡しており、野球協約に対する抵触問題を解消している。

## スローガン
- 時代を壊せ! 次代を創れ! フジサンケイグループ（2005年）
- 変える熱意 創る未来 フジサンケイグループ（2008年）
- 時代を感じ 次代をつくる フジサンケイグループ（2009年）
- 創意の結集 熱意の融合 フジサンケイグループ（2010年）
- 混迷する 社会の指針 フジサンケイグループ（2011年）
- 新日本創造宣言! フジサンケイグループ（2012年）
- 協創力でつくる 日本の未来 フジサンケイグループ（2013年）
- メディアよ! メディアを創れ! フジサンケイグループ（2016年）
- 新時代の価値を創造しよう!（2018年）
- 「決断」そして「変革」フジサンケイグループ（2020年）
- 果敢にして寛容（2021年）
- 応える（2022年）
- 繋げる 次代を創るフジサンケイグループ（2023年）
- 感動する心（2024年）
- 共鳴から共創（2025年）

## 備考

### 放送事業者
FCGに属する放送事業者は、フジテレビ、BSフジ、ニッポン放送、ラジオ大阪、文化放送に加え、FMH非連結子会社の衛星基幹放送事業者であるサテライト・サービスがある。このうちフジテレビはフジネットワーク（FNS）のキー局であり、ニッポン放送と文化放送は全国ラジオネットワーク（NRN）のキー局。ラジオ大阪はNRNに属している。
FMHはフジネットワーク系列各局をはじめ多数の放送事業者に出資しており、一部はFMHの持分法適用関連会社となっている。FNSの準キー局である関西テレビ放送は、産経新聞社と阪急電鉄が中心となり設立され、現在ではFMH、阪急阪神ホールディングス両社の持分法適用関連会社となっている。同社は阪急阪神東宝グループに属している一方で、FCGには属していない。2016年12月、FMHが株式取得によりFNS基幹局の仙台放送を連結子会社化したが、こちらもFCGには属していない。
2025年6月までは関西テレビ放送、東海テレビ放送、テレビ西日本の基幹局の代表者3名は、フジテレビジョンの非常勤取締役を務めており、かつてはFMHの非常勤取締役も兼務していた。2025年6月以降は関西テレビのみ1名を派遣している。

### リビング新聞社グループ
かつてサンケイリビング新聞社を中心とする9社で構成される「リビング新聞社グループ」が存在したが、2018年3月のRIZAPグループによるサンケイリビング新聞社の子会社化に伴いフジサンケイグループを離脱、目ん玉マークの使用を取りやめた。以降もサンケイリビング新聞社の株式20%をFMHが継続保有しており、フジサンケイグループ各社との提携・友好関係を維持している。また「サンケイ」を含む商号とフジサンケイグループ統一書体によるロゴタイプを継続使用している。
フジサンケイグループ及びリビング新聞社グループに属していなかった「○○リビング新聞社」と称する地域会社が存在したが、これらはサンケイリビング新聞社をはじめとするフジサンケイグループ各社との資本関係が希薄ないし存在しないフランチャイズ会社である。

### 産経学園
産経新聞社長を務めた早嶋喜一が、戦前に婦人のための教養クラブとして発足した「東京婦人会館」を継承して、東京・大手町の東京サンケイビル（東京産経会館）に開講した日本初のカルチャースクール。カルチュア・コンビニエンス・クラブの連結子会社を経て、全国でカルチャースクールを展開するカルチャーの傘下にある。